# Turnham Green (metropolitana di Londra)
Turnham Green è una stazione della metropolitana di Londra situata sulle linee District e Piccadilly.

## Storia

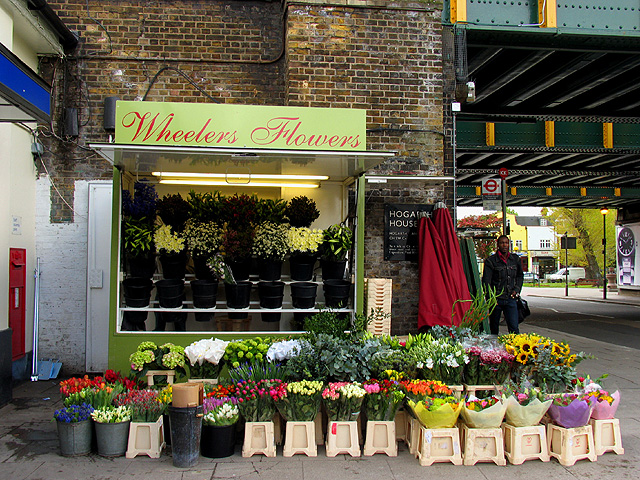
Fioraio davanti alla stazione di Turnham Green

La stazione si trova in prossimità del sito della battaglia di Turnham Green (1642), avvenuta durante la prima fase della Guerra civile inglese.

### La stazione della L&SWR e della linea District
La stazione di Turnham Green è stata aperta a gennaio 1869 dalla London and South Western Railway (L&SWR) sulla nuova linea verso Richmond. Tra giugno 1870 e ottobre 1877 la Great Western Railway (GWR) ha utilizzato la stazione per il suo servizio di collegamento di Paddington con Richmond, utilizzando anche un tratto della Hammersmith & City Railway (ora linea Hammersmith & City)
A giugno 1877, la District Railway (DR, ora linea District) ha attivato un tratto di linea per collegare Hammersmith a Ravenscourt Park, aperta nel 1873, rimpiazzando anche i servizi della L&SWR.
Tra maggio del 1878 e settembre del 1880 la stazione è stata inserita nel circuito del Super Outer Circle, servizio di scarso successo gestito dalla Midland Railway finché a luglio 1879 la District Railway ha aperto la diramazione di Ealing Broadway.
A gennaio 1894, la GWR ha fatto partire un servizio di trasporto per Richmond parallelo a quello della MR, portando a 4 il numero di operatori ferroviari presenti nella stazione di Turnham Green.
I servizi della MR sono terminati a dicembre 1906, mentre quelli della GWR sono terminati a dicembre 1910 e quelli della L&SWR a giugno 1916.

### La linea Piccadilly
Negli anni '30 la London Electric Railway, società precorritrice di London Underground, che possedeva le linee District e Piccadilly, cominciò lavori di rinnovo dei binari tra Hammersmith e Acton Town per poter estendere il servizio della linea Piccadilly fino ad Uxbridge e Hounslow West. I treni della linea Piccadily hanno cominciato a passare dalla stazione di Turnham Green a luglio 1932, iniziando a fermarcisi nel giugno 1963.

## Strutture e impianti
Si trova al confine tra la Travelcard Zone 2 e la Travelcard Zone 3.

## Interscambi
Nelle vicinanze della stazione effettuano fermata alcune linee urbane automobilistiche, gestite da London Buses.
- Fermata autobus

## Galleria d'immagini

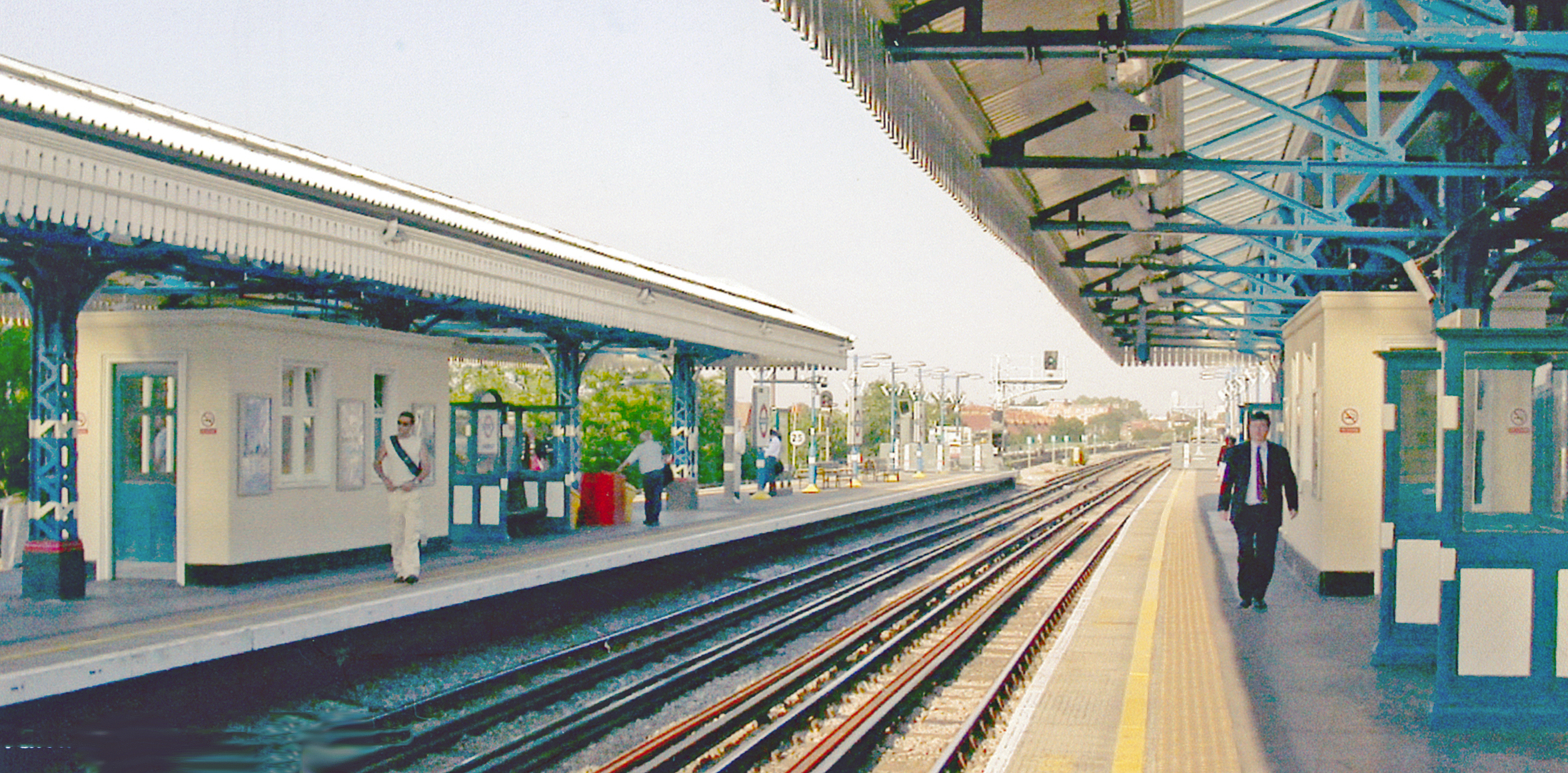
Il binario est
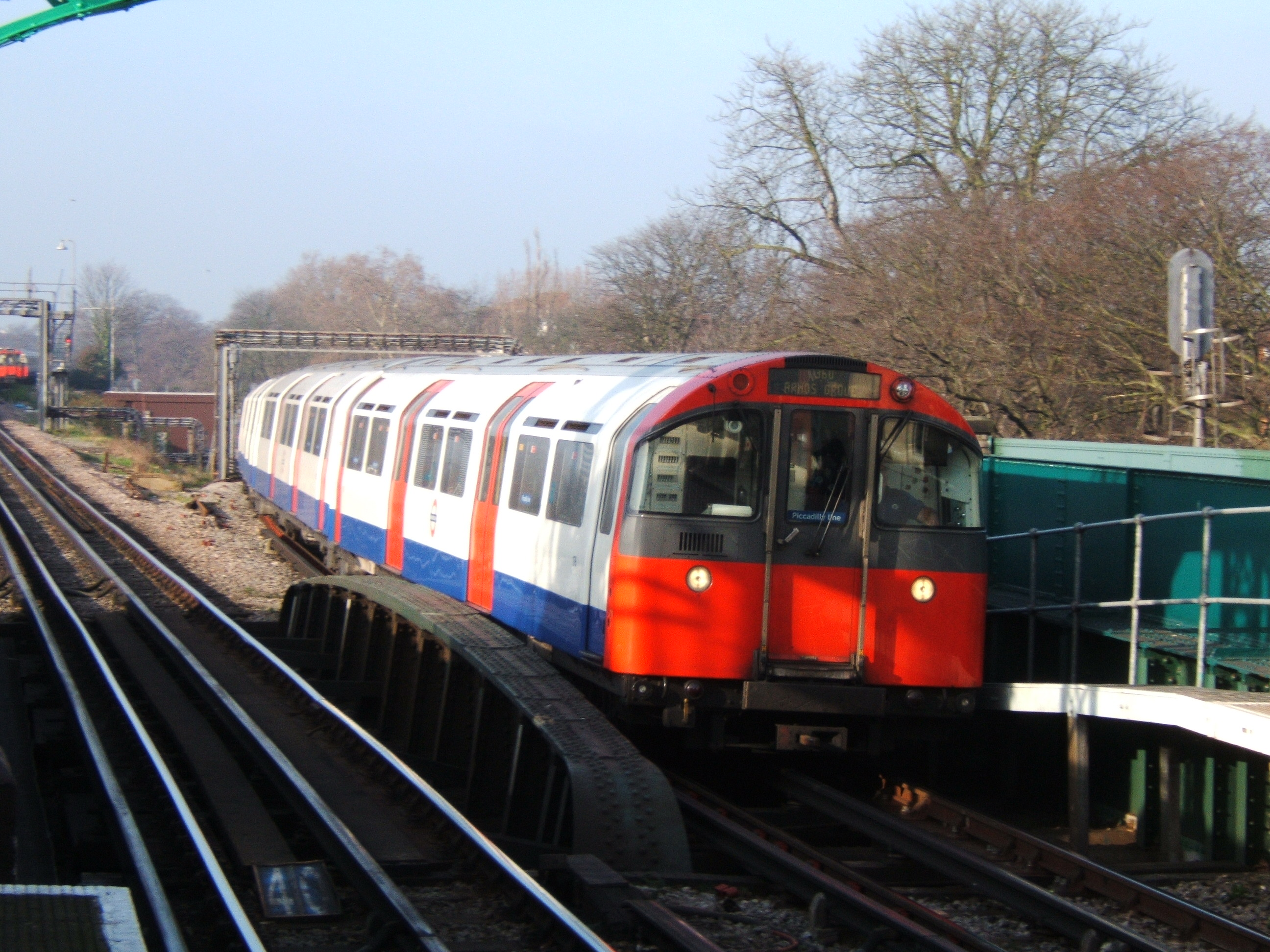
Treno della Piccadilly line in stazione
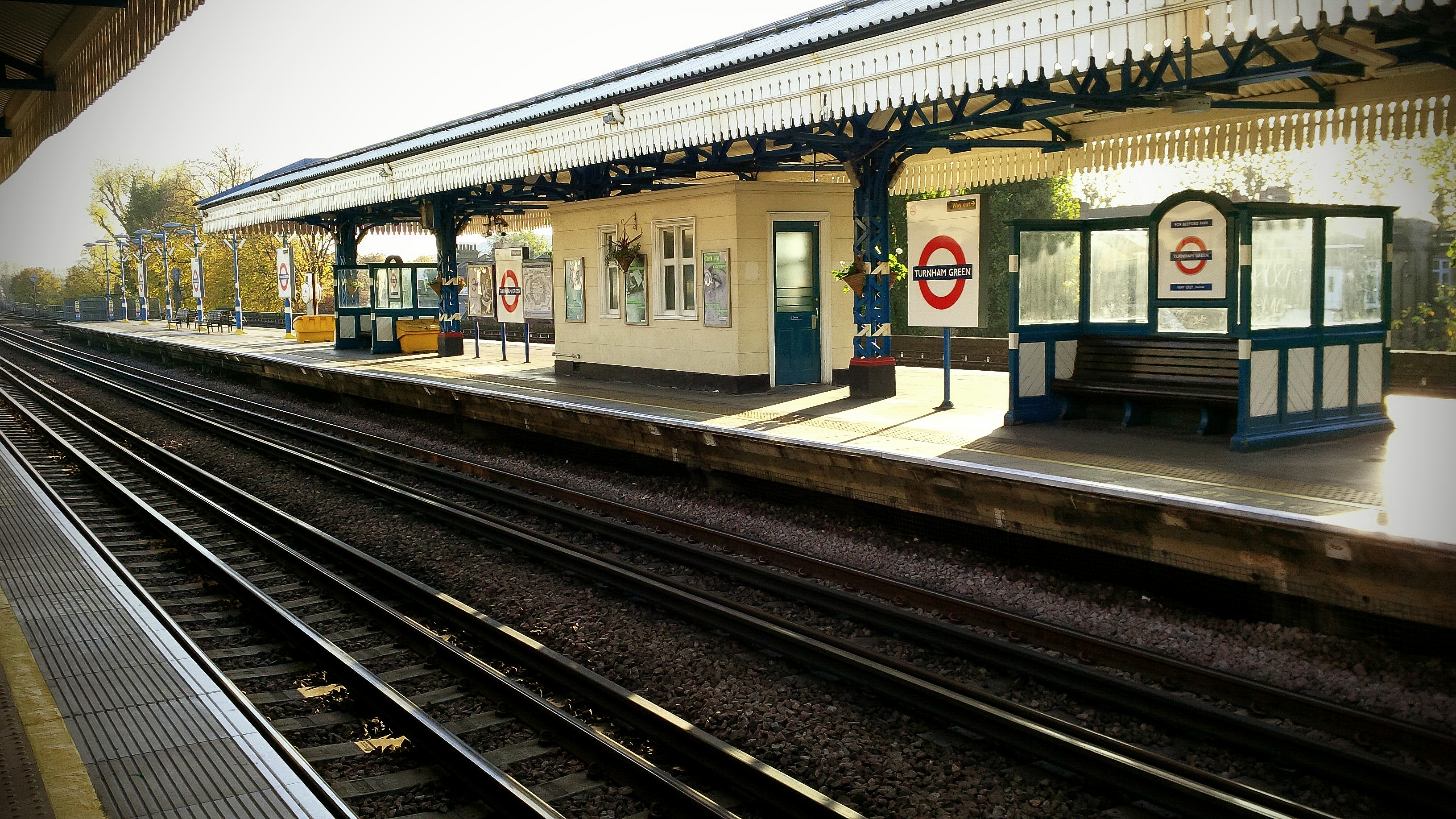
I binari della stazione